# Chlovelle Van Adolfo
Chlovelle (Covelle) Van Adolfo Ygoñia Meier (ur. 28 października 1998) – niemiecki, a od 2023 roku filipiński zapaśnik walczący w stylu klasycznym. Zajął czternaste miejsce na mistrzostwach Azji w 2023. Brązowy medalista igrzysk Azji Południowo-Wschodniej w 2023. Mistrz Niemiec juniorów w 2018 roku.